# Фамильный договор
Пари́жский догово́р 1761 го́да, более известный как Фами́льный пакт (фр. pacte de famille) — договор, заключённый 15 августа 1761 года в Париже по инициативе министра Шуазёля между Францией и Испанией, троны которых в то время занимали представители рода Бурбонов — Людовик XV и Карл III. 
Этим договором французские и испанские Бурбоны гарантировали друг другу целостность взаимных владений (Франция, Испания, Неаполь, Сицилия и Парма). Обе ветви рода вступали в оборонительный и наступательный союз; Испания обязывалась вступить в Семилетнюю войну, если к началу 1762 года не будет заключён мир. Целью договора было подорвать могущество Британии и создать действенный противовес английскому флоту.
Присоединиться к договору были приглашены и другие государи из фамилии Бурбонов — король неаполитанский Фердинанд и герцог пармский Филипп, однако неаполитанский премьер-министр Тануччи, не желая вовлекать своё государство в Семилетнюю войну, заявил, что Фердинанд не сможет одобрить договор по причине своего малолетства.
Влияние фамильного договора сказалось в почти одновременном изгнании иезуитов из всех государств, где царствовали члены Бурбонского дома, и в их дружной и энергичной политике по отношению к римской курии, вследствие чего папа Климент XIV принужден был в 1773 году уничтожить орден иезуитов. Ha основании этого же договора Испания вступилась в 1793 году за Людовика XVI и объявила войну Французской республике.